# Sigismund Anton von Hohenwart
Sigismund Anton von Hohenwart (Gerlachstein, 2 maggio 1730 – Vienna, 30 giugno 1820) è stato un arcivescovo cattolico austriaco.

## Biografia

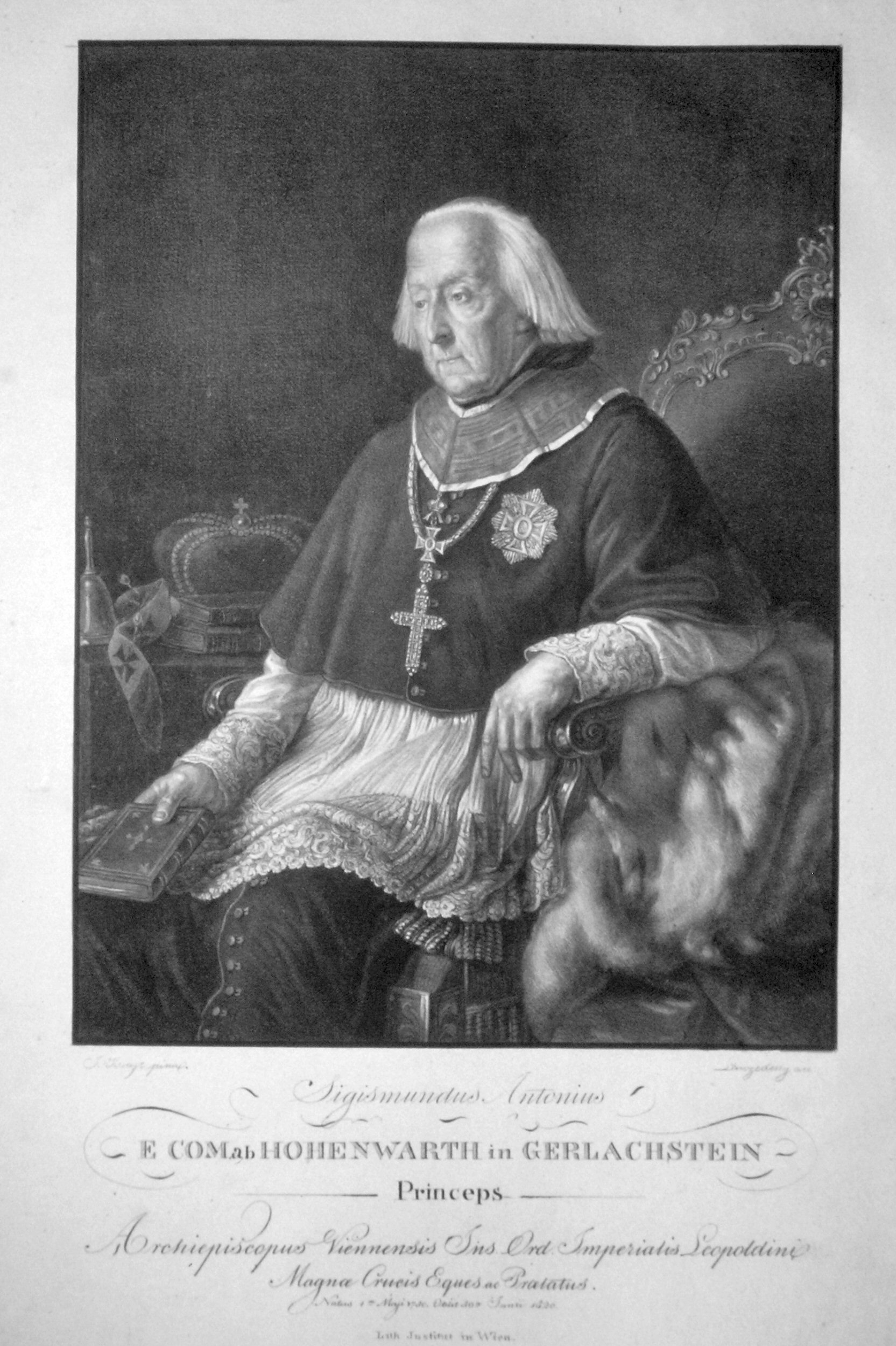
Sigmund Anton von Hohenwart. Litografia di Giuseppe Lacedelli, circa 1820.

Sigismund Anton von Hohenwart, intraprese la carriera ecclesiastica e già dal 1746 entrò a far parte della Compagnia di Gesù, studiando teologia a Graz e divenendo professore a Trieste e a Lubiana dal 1758. Nel 1759 venne ordinato sacerdote. A partire dal 1761 si formò al Theresianum di Vienna e dal 1778 divenne insegnante del futuro imperatore Francesco II e dei suoi fratelli a Firenze. Nel 1791 divenne vescovo di Trieste e nel 1794 fu traslato alla sede episcopale di Sankt Pölten. Il 29 aprile 1803 l'imperatore Francesco II lo nominò arcivescovo di Vienna, ottenendo la conferma papale il 20 giugno di quello stesso anno.
Viene descritto dalle cronache come un uomo di grande carità cristiana, ma anche un arcivescovo interessato agli affari della sua diocesi, nella quale compì molte visite pastorali, promuovendo nel contempo l'operato dei redentoristi e dei mechitaristi a Vienna oltre a tributare stima personale a Klemens Maria Hofbauer.
Si dimostrò un fiero oppositore di Napoleone I e solo nel 1809, contro la propria volontà, fu costretto a firmare un decreto di pace con l'aggressore francese. L'11 marzo 1810 dovette celebrare il matrimonio, nell'Augustinerkirche di Vienna, dell'arciduchessa Maria Luisa d'Austria con lo stesso Bonaparte.

## Genealogia episcopale e successione apostolica
La genealogia episcopale è:
- Cardinale Scipione Rebiba
- Cardinale Giulio Antonio Santori
- Cardinale Girolamo Bernerio, O.P.
- Arcivescovo Galeazzo Sanvitale
- Cardinale Ludovico Ludovisi
- Cardinale Luigi Caetani
- Cardinale Ulderico Carpegna
- Cardinale Paluzzo Paluzzi Altieri degli Albertoni
- Cardinale Flavio Chigi
- Papa Clemente XII
- Cardinale Giovanni Antonio Guadagni, O.C.D.
- Cardinale Cristoforo Migazzi
- Arcivescovo Michael Léopold Brigido
- Arcivescovo Sigismund Anton von Hohenwart, S.I.

La successione apostolica è:
- Vescovo Wenzeslaus Ignaz von Deym (1804)
- Vescovo Andrzej Antoni Ignacy Gawroński (1804)
- Vescovo Anton Kautschitz (1805)
- Vescovo Godfried Joseph Crüts van Creits (1806)
- Vescovo Johann Nepomuk von Dankesreither (1807)
- Vescovo Nikolaus Rauscher (1808)
- Vescovo Sigismund Ernst von Hohenwart, O.E.S.A. (1815)
- Cardinale Alexander Rudnay Divékújfalusi (1816)
- Arcivescovo Augustin Johann Joseph Gruber (1816)
- Vescovo Matthias Paul Steindl (1817)
- Vescovo Josef Chrysostomus Pauer (1818)
- Vescovo Ernst von Schwarzenberg (1819)
- Patriarca Giovanni Ladislao Pyrker, O.Cist. (1819)
- Cardinale Rodolfo Giovanni d'Asburgo-Lorena (1819)